# Magyarország az 1977-es úszó-Európa-bajnokságon
Magyarország a Jönköpingben megrendezett 1977-es úszó-Európa-bajnokság egyik részt vevő nemzete volt.

## Versenyzők száma
| Sportág, szakág | Magyar résztvevő | Magyar résztvevő | Magyar résztvevő |
| Sportág, szakág | Férfi            | Nő               | Össz.            |
| Úszás           | 7                | 4                | 11               |
| Műugrás         | 1                | 1                | 2                |
| Vízilabda       | 13               | –                | 13               |
| Összesen        | 21               | 5                | 26               |

## Érmesek
| Érem  | Versenyző | Versenyszám | Versenyszám        | Dátum         |
| ----- | --- | ----------- | ------------------ | ------------- |
| Arany | Verrasztó Zoltán | úszás       | Férfi 200 m hát    |               |
| Arany | Hargitay András | úszás       | Férfi 200 m vegyes |               |
| Arany | Csapó Gábor Faragó Tamás Gerendás György Horkai György Kenéz György Magas István Molnár Endre Somossy József Steinmetz János Sudár Attila Szívós István Wolf Péter Wiesner Tamás | vízilabda   | Vízilabda          | augusztus 21. |
| Ezüst | Verrasztó Zoltán | úszás       | Férfi 100 m hát    |               |
| Bronz | Sós Csaba | úszás       | Férfi 400 m vegyes |               |

## Úszás
Férfi
| Versenyző                                                | Versenyszám     | Előfutam         | Előfutam | Előfutam | Döntő    | Döntő    |
| Versenyző                                                | Versenyszám     | Idő              | Hely.    | Össz.    | Idő      | Helyezés |
| -------------------------------------------------------- | --------------- | ---------------- | -------- | -------- | -------- | -------- |
| Wladár Zoltán                                            | 400 m gyors     | 4:05,18          | ?        | ?        | kiesett  | kiesett  |
| Wladár Zoltán                                            | 1500 m gyors    | 15:40,86         | ?        | ?        | 15:39,94 | 4.       |
| Koczka István                                            | 400 m gyors     | 4:06,37          | ?        | ?        | kiesett  | kiesett  |
| Koczka István                                            | 1500 m gyors    | 15:52,20         | ?        | ?        | 15:56,24 | 7.       |
| Verrasztó Zoltán                                         | 100 m hát       | 58,49            | ?        | ?        | 58,48    |          |
| Verrasztó Zoltán                                         | 200 m hát       | 2:06,01          | ?        | ?        | 2:03,88  |          |
| Rudolf Róbert                                            | 100 m hát       | 1:00,97          | ?        | ?        | kiesett  | kiesett  |
| Rudolf Róbert                                            | 200 m hát       | 2:08,54 2:09,37* | ?        | ?        | 2:07,38  | 4.       |
| Mikola Tamás                                             | 100 m pillangó  | 58,01            | ?        | ?        | kiesett  | kiesett  |
| Mikola Tamás                                             | 200 m pillangó  | 2:03,66          | ?        | ?        | 2:04,25  | 6.       |
| Hargitay András                                          | 200 m vegyes    | 2:09,77          | ?        | ?        | 2:06,82  |          |
| Hargitay András                                          | 400 m vegyes    | 4:35,17          | ?        | ?        | 4:31,96  | 4.       |
| Sós Csaba                                                | 200 m vegyes    | 2:10,72          | ?        | ?        | 2:10,90  | 7        |
| Sós Csaba                                                | 400 m vegyes    | 4:30,77          | ?        | ?        | 4:29,24  |          |
| Hargitay András Wladár Zoltán Sós Csaba Verrasztó Zoltán | 4 × 200 m gyors | 8:03,04          | ?        | ?        | kiesett  | kiesett  |

*Szétúszásban
Női
| Versenyző           | Versenyszám    | Előfutam | Előfutam | Előfutam | Döntő   | Döntő    |
| Versenyző           | Versenyszám    | Idő      | Hely.    | Össz.    | Idő     | Helyezés |
| ------------------- | -------------- | -------- | -------- | -------- | ------- | -------- |
| Verrasztó Gabriella | 100 m hát      | 1:06,67  | ?        | ?        | kiesett | kiesett  |
| Verrasztó Gabriella | 200 m gyors    | 2:21,40  | ?        | ?        | 2:21,49 | 7.       |
| Czövek Zsuzsa       | 100 m hát      | 1:06,87  | ?        | ?        | kiesett | kiesett  |
| Czövek Zsuzsa       | 200 m gyors    | 2:23,57  | ?        | ?        | kiesett | kiesett  |
| Fodor Ágnes         | 100 m pillangó | 1:06,20  | ?        | ?        | kiesett | kiesett  |
| Fodor Ágnes         | 200 m vegyes   | 2:30,09  | ?        | ?        | kiesett | kiesett  |
| Fodor Ágnes         | 400 m vegyes   | 5:15,20  | ?        | ?        | kiesett | kiesett  |
| Kiss Éva            | 200 m pillangó | 2:22,59  | ?        | ?        | kiesett | kiesett  |
| Kiss Éva            | 100 m mell     | 1:16,65  | ?        | ?        | kiesett | kiesett  |
| Kiss Éva            | 200 m mell     | 2:42,41  | ?        | ?        | kiesett | kiesett  |

## Műugrás
Férfi
| Versenyző     | Versenyszám      | Végeredmény | Végeredmény |
| Versenyző     | Versenyszám      | Pont        | Helyezés    |
| ------------- | ---------------- | ----------- | ----------- |
| Némedi Károly | 3 m műugrás      | 377,16      | 16.         |
| Némedi Károly | 10 m toronyugrás | 402,02      | 12.         |

Női
| Versenyző      | Versenyszám      | Végeredmény | Végeredmény |
| Versenyző      | Versenyszám      | Pont        | Helyezés    |
| -------------- | ---------------- | ----------- | ----------- |
| Kelemen Ildikó | 3 m műugrás      | 390,30      | 5.          |
| Kelemen Ildikó | 10 m toronyugrás | 311,61      | 6.          |

## Vízilabda

### Férfi
A magyar férfi vízilabda-válogatott kerete:
| Magyar nemzeti férfi vízilabdacsapat-játékoskeret | Magyar nemzeti férfi vízilabdacsapat-játékoskeret | Magyar nemzeti férfi vízilabdacsapat-játékoskeret | Magyar nemzeti férfi vízilabdacsapat-játékoskeret | Magyar nemzeti férfi vízilabdacsapat-játékoskeret | Magyar nemzeti férfi vízilabdacsapat-játékoskeret |
| #                                                 | Név                                               | Poszt                                             | Kor (1977. augusztus 14. szerint)                 |                                                   |                                                   |
| ------------------------------------------------- | ------------------------------------------------- | ------------------------------------------------- | ------------------------------------------------- | ------------------------------------------------- | ------------------------------------------------- |
|                                                   | Csapó Gábor                                       | M                                                 | 1950. szeptember 20. (26 évesen)                  |                                                   |                                                   |
|                                                   | Faragó Tamás                                      | M                                                 | 1952. augusztus 5. (25 évesen)                    |                                                   |                                                   |
|                                                   | Gerendás György                                   | M                                                 | 1954. február 23. (23 évesen)                     |                                                   |                                                   |
|                                                   | Horkai György                                     | M                                                 | 1954. július 1. (23 évesen)                       |                                                   |                                                   |
|                                                   | Kenéz György                                      | M                                                 | 1956. június 23. (21 évesen)                      |                                                   |                                                   |
|                                                   | Magas István                                      | M                                                 | 1952. február 22. (25 évesen)                     |                                                   |                                                   |
|                                                   | Molnár Endre                                      | K                                                 | 1945. július 23. (32 évesen)                      |                                                   |                                                   |
|                                                   | Somossy József                                    | M                                                 | 1956. január 2. (21 évesen)                       |                                                   |                                                   |
|                                                   | Steinmetz János                                   | K                                                 | 1947. 12. (29 évesen)                             |                                                   |                                                   |
|                                                   | Sudár Attila                                      | M                                                 | 1954. április 11. (23 évesen)                     |                                                   |                                                   |
|                                                   | Szívós István                                     | M                                                 | 1948. április 24. (29 évesen)                     |                                                   |                                                   |
|                                                   | Wolf Péter                                        | M                                                 | 1952. június 11. (25 évesen)                      |                                                   |                                                   |
|                                                   | Wiesner Tamás                                     | M                                                 | 1950. április 26. (27 évesen)                     |                                                   |                                                   |
| Szövetségi kapitány: Gyarmati Dezső               |                                                   |                                                   |                                                   |                                                   |                                                   |

| Helyezés | Csapat        | M | Gy | D | V | G+ | G– | Gk  | P  |
| -------- | ------------- | - | -- | - | - | -- | -- | --- | -- |
| Arany    | Magyarország  | 7 | 6  | 1 | 0 | 40 | 29 | +11 | 13 |
| Ezüst    | Jugoszlávia   | 7 | 6  | 0 | 1 | 42 | 30 | +12 | 12 |
| Bronz    | Olaszország   | 7 | 4  | 0 | 3 | 46 | 38 | +8  | 8  |
| 4.       | Szovjetunió   | 7 | 3  | 1 | 3 | 45 | 49 | –4  | 7  |
| 5.       | Hollandia     | 7 | 2  | 2 | 3 | 37 | 38 | –1  | 6  |
| 6.       | NSZK          | 7 | 1  | 2 | 4 | 33 | 40 | –7  | 4  |
| 7.       | Románia       | 7 | 1  | 1 | 5 | 41 | 49 | –8  | 3  |
| 8.       | Spanyolország | 7 | 1  | 1 | 5 | 36 | 47 | –11 | 3  |

| 1977. augusztus 14. 9:30 | Magyarország                                 | 7 – 5 | Szovjetunió                      | Játékvezetők: De Stafno Olasz, Cantasz (görög) |
| 1977. augusztus 14. 9:30 | (1 – 2, 1 – 1, 2 – 1, 3 – 1)                 |       |                                  | Játékvezetők: De Stafno Olasz, Cantasz (görög) |
| 1977. augusztus 14. 9:30 | Horkai, Faragó 2-2 Csapó, Gerendás, Wolf 1-1 |       | Sagajev, Grigorjev 2-2 Kabanov 1 | Játékvezetők: De Stafno Olasz, Cantasz (görög) |

| 1977. augusztus 15. 20:00 | Magyarország                 | 4 – 3 | Jugoszlávia | Játékvezetők: Blan (NSZK), Fuchs (belga) |
| 1977. augusztus 15. 20:00 | (2 – 0, 1 – 0, 0 – 1, 1 – 2) |       |             | Játékvezetők: Blan (NSZK), Fuchs (belga) |
| 1977. augusztus 15. 20:00 | Horkai 2, Faragó, Szívós 1-1 |       | Galijas 3   | Játékvezetők: Blan (NSZK), Fuchs (belga) |

| 1977. augusztus 16. 13:30 | Magyarország                  | 6 – 6 | NSZK                                    | Játékvezetők: Easmajdan (szovjet), Cantasz (görög) |
| 1977. augusztus 16. 13:30 | (0 – 0, 3 – 2, 2 – 2, 1 – 2)  |       |                                         | Játékvezetők: Easmajdan (szovjet), Cantasz (görög) |
| 1977. augusztus 16. 13:30 | Csapó 3, Faragó 2, Gerendás 1 |       | Freund 3, Loebb, H. Kilian, Mechler 1-1 | Játékvezetők: Easmajdan (szovjet), Cantasz (görög) |

| 1977. augusztus 17. 21:00 | Magyarország                 | 6 – 3 | Románia                     | Játékvezetők: Pizzorni (olasz), Ekszerov (bolgár) |
| 1977. augusztus 17. 21:00 | (1 – 1, 2 – 0, 3 – 0, 0 – 2) |       |                             | Játékvezetők: Pizzorni (olasz), Ekszerov (bolgár) |
| 1977. augusztus 17. 21:00 | Faragó 3, Horkai 2, Szívós 1 |       | Rus, C. Rusu , Nastasiu 1-1 | Játékvezetők: Pizzorni (olasz), Ekszerov (bolgár) |

| 1977. augusztus 19. 20:00 | Magyarország                        | 5 – 3 | Hollandia              | Játékvezetők: Timu (román), Cantasz (görög) |
| 1977. augusztus 19. 20:00 | (1 – 1, 2 – 0, 2 – 1, 0 – 1)        |       |                        | Játékvezetők: Timu (román), Cantasz (görög) |
| 1977. augusztus 19. 20:00 | Csapó 2, Szívós, Faragó, Horkai 1-1 |       | Buunk 2, van Zeeland 1 | Játékvezetők: Timu (román), Cantasz (görög) |

| 1977. augusztus 20. 16:00 | Magyarország                    | 4 – 2 | Spanyolország | Játékvezetők: van Dorp (holland), Moine (francia) |
| 1977. augusztus 20. 16:00 | (1 – 0, 1 – 0, 1 – 1, 1 – 1)    |       |               | Játékvezetők: van Dorp (holland), Moine (francia) |
| 1977. augusztus 20. 16:00 | Csapó, Kenéz, Magas, Szívós 1-1 |       | Carmona 2     | Játékvezetők: van Dorp (holland), Moine (francia) |

| 1977. augusztus 21. 13:30 | Magyarország                        | 8 – 7 | Olaszország                            | Játékvezetők: Petrasovits (osztrák), Blan (NSZK) |
| 1977. augusztus 21. 13:30 | (3 – 0, 2 – 2, 1 – 3, 2 – 2)        |       |                                        | Játékvezetők: Petrasovits (osztrák), Blan (NSZK) |
| 1977. augusztus 21. 13:30 | Horkai, Faragó 3-3 Csapó, Magas 1-1 |       | De Magistris 4, Baracchini 2, Pirone 1 | Játékvezetők: Petrasovits (osztrák), Blan (NSZK) |

| Csapat       | Helyezés |
| ------------ | -------- |
| Magyarország |          |